# São Cucufate

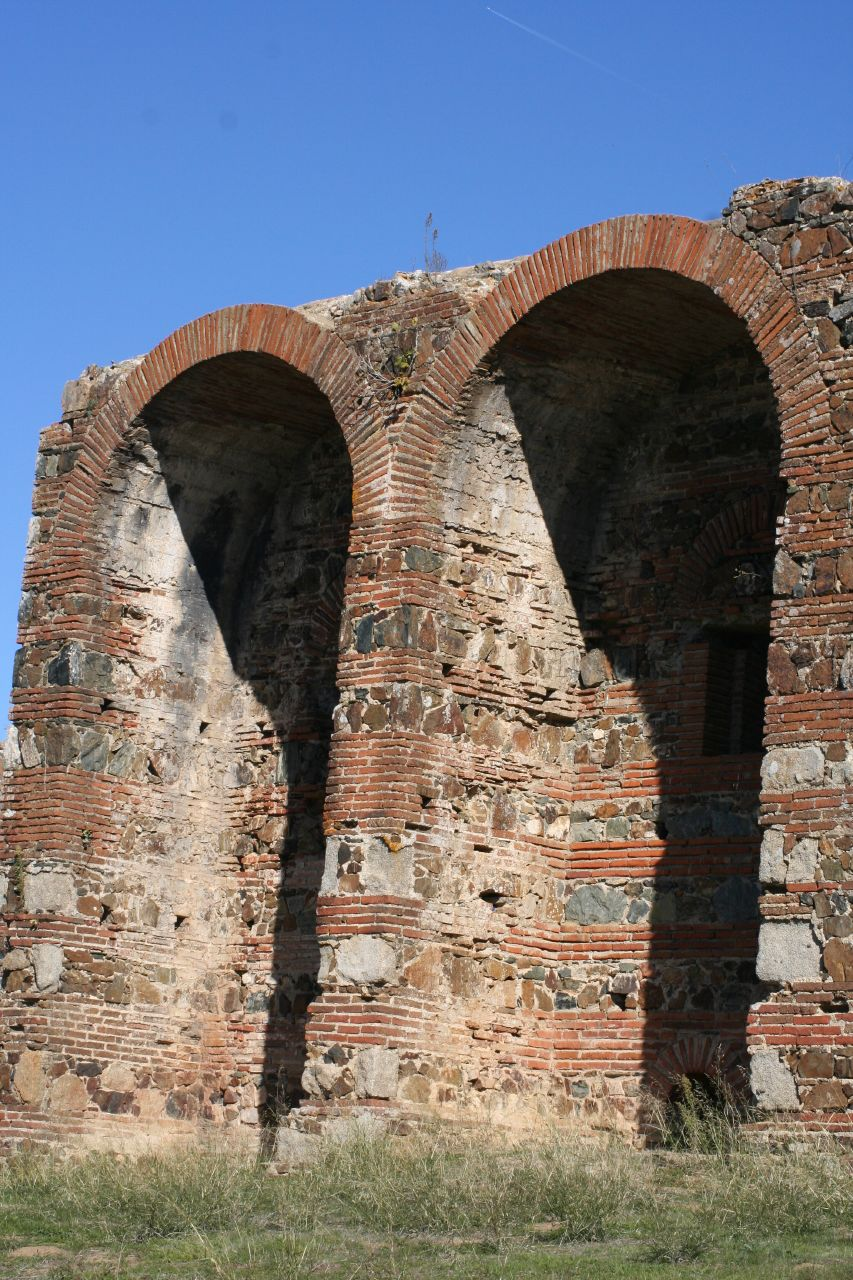
Bögen von São Cucufate

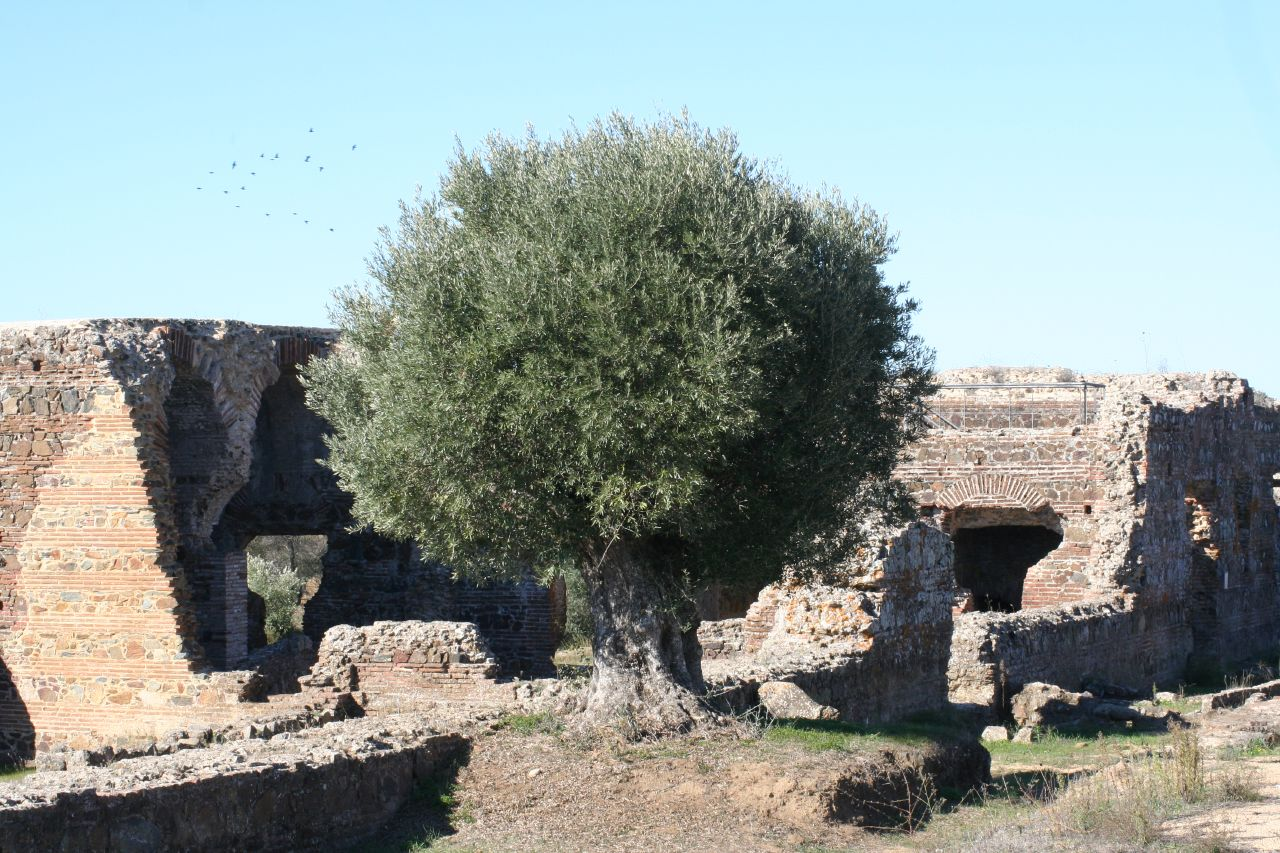
Museumsgelände São Cucufate

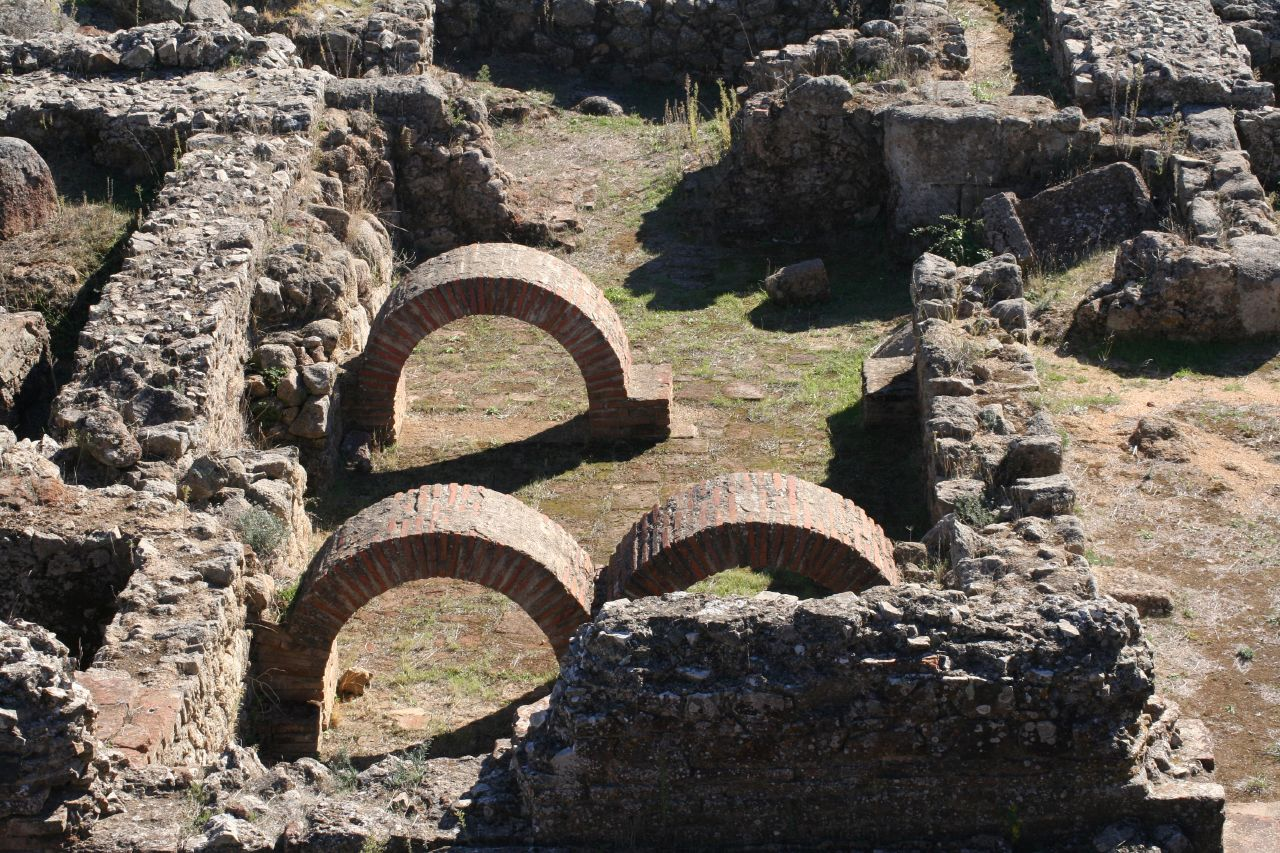
Museumsgelände São Cucufate

São Cucufate ist die Ruine einer römischen Villa rustica. Die Ausgrabungsstätte liegt in Vidigueira zwischen Évora und Beja, in der Subregion Baixo Alentejo. Das Museum und die Ausgrabungsstätte eröffnet dem Besucher einen Einblick in das römische Landleben in Portugal vor 2000 Jahren.

## Geschichte
Die Siedlung von São Cucufate wurde über einen Zeitraum von ca. 500 Jahren stetig ausgebaut und bestand in der Endstufe aus einem Kloster mit Haupthaus, Bädern, einer Kapelle und Wirtschaftsgebäuden, wie Stallungen, Kornspeichern etc.
Von der großen Terrasse auf der Anhöhe konnte man (und kann man noch) die Umgebung überblicken. Der naheliegende Bach wurde in den künstlichen Swimmingpool umgeleitet. Hier residierte eine römische Adelsfamilie sehr luxuriös. Die römische Baustruktur, bestehend aus gebrannten Ziegelsteinen und großen Bogenkonstruktionen, ist in einigen Teilen noch gut erhalten.
Nach dem Niedergang des römischen Reiches wurden die Gebäude von Mönchen besiedelt, die ein Kloster eröffneten, das allerdings nach dem Mittelalter verlassen wurde. So verfiel der gesamte Bau. Heute sind noch einige Fresken aus dieser Zeit erhalten.

## Archäologische Grabungen
In den 1980er Jahren wurden weitere Strukturen ausgegraben und mit Unterstützung des Landkreises Vidigueira zum Gesamtkomplex des Museums rekonstruiert. Der französische Wissenschaftler und Historiker Robert Étienne war von 1962 bis 1988 führend an den Ausgrabungsarbeiten und der Rekonstruktion der römischen Bauten von São Cucufate und Conimbriga beteiligt.